# Юнацька збірна Чилі з футболу (U-17)
Юнацька збірна Чилі з футболу (U-17) — національна футбольна збірна Чилі, що складається із гравців віком до 17 років. Керівництво командою здійснює Федерація футболу Чилі.
Головним континентальним турніром для команди є Юнацький чемпіонат Південної Америки з футболу (U-17), успішний виступ на якому дозволяє отримати путівку на Чемпіонат світу (U-17). Також може брати участь у товариських і регіональних змаганнях. Протягом 1980-х років функціонувала у форматі U-16.

## Виступи на міжнародних турнірах

### Юнацький чемпіонат світу (U-16)
| Статистика чемпіонатів світу (U-17) | Статистика чемпіонатів світу (U-17) | Статистика чемпіонатів світу (U-17) | Статистика чемпіонатів світу (U-17) | Статистика чемпіонатів світу (U-17) | Статистика чемпіонатів світу (U-17) | Статистика чемпіонатів світу (U-17) | Статистика чемпіонатів світу (U-17) | Статистика чемпіонатів світу (U-17) | Статистика чемпіонатів світу (U-17) |
| Рік                                 | Раунд                               | Місце                               | І                                   | В                                   | Н                                   | П                                   | Г+                                  | Г-                                  |                                     |
| ----------------------------------- | ----------------------------------- | ----------------------------------- | ----------------------------------- | ----------------------------------- | ----------------------------------- | ----------------------------------- | ----------------------------------- | ----------------------------------- | ----------------------------------- |
| 1985                                | не кваліфікувалася                  | не кваліфікувалася                  | не кваліфікувалася                  | не кваліфікувалася                  | не кваліфікувалася                  | не кваліфікувалася                  | не кваліфікувалася                  | не кваліфікувалася                  | не кваліфікувалася                  |
| 1987                                | не кваліфікувалася                  | не кваліфікувалася                  | не кваліфікувалася                  | не кваліфікувалася                  | не кваліфікувалася                  | не кваліфікувалася                  | не кваліфікувалася                  | не кваліфікувалася                  | не кваліфікувалася                  |
| 1989                                | не кваліфікувалася                  | не кваліфікувалася                  | не кваліфікувалася                  | не кваліфікувалася                  | не кваліфікувалася                  | не кваліфікувалася                  | не кваліфікувалася                  | не кваліфікувалася                  | не кваліфікувалася                  |
| 1991                                | не кваліфікувалася                  | не кваліфікувалася                  | не кваліфікувалася                  | не кваліфікувалася                  | не кваліфікувалася                  | не кваліфікувалася                  | не кваліфікувалася                  | не кваліфікувалася                  | не кваліфікувалася                  |
| 1993                                | третє місце                         | 3-є                                 | 6                                   | 2                                   | 3                                   | 1                                   | 12                                  | 10                                  |                                     |
| 1995                                | не кваліфікувалася                  | не кваліфікувалася                  | не кваліфікувалася                  | не кваліфікувалася                  | не кваліфікувалася                  | не кваліфікувалася                  | не кваліфікувалася                  | не кваліфікувалася                  | не кваліфікувалася                  |
| 1997                                | груповий етап                       | 9-е                                 | 3                                   | 1                                   | 1                                   | 1                                   | 7                                   | 4                                   |                                     |
| 1999                                | не кваліфікувалася                  | не кваліфікувалася                  | не кваліфікувалася                  | не кваліфікувалася                  | не кваліфікувалася                  | не кваліфікувалася                  | не кваліфікувалася                  | не кваліфікувалася                  | не кваліфікувалася                  |
| 2001                                | не кваліфікувалася                  | не кваліфікувалася                  | не кваліфікувалася                  | не кваліфікувалася                  | не кваліфікувалася                  | не кваліфікувалася                  | не кваліфікувалася                  | не кваліфікувалася                  | не кваліфікувалася                  |
| 2003                                | не кваліфікувалася                  | не кваліфікувалася                  | не кваліфікувалася                  | не кваліфікувалася                  | не кваліфікувалася                  | не кваліфікувалася                  | не кваліфікувалася                  | не кваліфікувалася                  | не кваліфікувалася                  |
| 2005                                | не кваліфікувалася                  | не кваліфікувалася                  | не кваліфікувалася                  | не кваліфікувалася                  | не кваліфікувалася                  | не кваліфікувалася                  | не кваліфікувалася                  | не кваліфікувалася                  | не кваліфікувалася                  |
| 2007                                | не кваліфікувалася                  | не кваліфікувалася                  | не кваліфікувалася                  | не кваліфікувалася                  | не кваліфікувалася                  | не кваліфікувалася                  | не кваліфікувалася                  | не кваліфікувалася                  | не кваліфікувалася                  |
| 2009                                | не кваліфікувалася                  | не кваліфікувалася                  | не кваліфікувалася                  | не кваліфікувалася                  | не кваліфікувалася                  | не кваліфікувалася                  | не кваліфікувалася                  | не кваліфікувалася                  | не кваліфікувалася                  |
| 2011                                | не кваліфікувалася                  | не кваліфікувалася                  | не кваліфікувалася                  | не кваліфікувалася                  | не кваліфікувалася                  | не кваліфікувалася                  | не кваліфікувалася                  | не кваліфікувалася                  | не кваліфікувалася                  |
| 2013                                | не кваліфікувалася                  | не кваліфікувалася                  | не кваліфікувалася                  | не кваліфікувалася                  | не кваліфікувалася                  | не кваліфікувалася                  | не кваліфікувалася                  | не кваліфікувалася                  | не кваліфікувалася                  |
| 2015                                | 1/8 фіналу                          | 13-е                                | 4                                   | 1                                   | 1                                   | 2                                   | 7                                   | 11                                  |                                     |
| 2017                                | груповий етап                       | 21-е                                | 3                                   | 0                                   | 1                                   | 2                                   | 0                                   | 7                                   |                                     |
| 2019                                | 1/8 фіналу                          | 12-е                                | 4                                   | 1                                   | 0                                   | 3                                   | 7                                   | 9                                   |                                     |
| 2021                                | не визначено                        | не визначено                        | не визначено                        | не визначено                        | не визначено                        | не визначено                        | не визначено                        | не визначено                        | не визначено                        |
| Усього                              | третє місце                         | 5/19                                | 16                                  | 4                                   | 6                                   | 6                                   | 26                                  | 32                                  |                                     |

### Юнацький чемпіонат Південної Америки (U-17)
| Статистика чемпіонатів Південної Америки (U-17) | Статистика чемпіонатів Південної Америки (U-17) | Статистика чемпіонатів Південної Америки (U-17) | Статистика чемпіонатів Південної Америки (U-17) | Статистика чемпіонатів Південної Америки (U-17) | Статистика чемпіонатів Південної Америки (U-17) | Статистика чемпіонатів Південної Америки (U-17) | Статистика чемпіонатів Південної Америки (U-17) | Статистика чемпіонатів Південної Америки (U-17) |
| Рік                                             | Раунд                                           | Місце                                           | І                                               | В                                               | Н                                               | П                                               | Г+                                              | Г-                                              |
| ----------------------------------------------- | ----------------------------------------------- | ----------------------------------------------- | ----------------------------------------------- | ----------------------------------------------- | ----------------------------------------------- | ----------------------------------------------- | ----------------------------------------------- | ----------------------------------------------- |
| 1985                                            | четверте місце                                  | 4-е                                             | 8                                               | 3                                               | 1                                               | 4                                               | 11                                              | 11                                              |
| 1986                                            | груповий етап                                   | 9-е                                             | 4                                               | 0                                               | 3                                               | 1                                               | 3                                               | 4                                               |
| 1988                                            | груповий етап                                   | 5-е                                             | 4                                               | 2                                               | 0                                               | 2                                               | 8                                               | 5                                               |
| 1991                                            | четверте місце                                  | 4-е                                             | 7                                               | 2                                               | 3                                               | 2                                               | 7                                               | 5                                               |
| 1993                                            | віце-чемпіон                                    | 2-е                                             | 7                                               | 2                                               | 3                                               | 2                                               | 20                                              | 13                                              |
| 1995                                            | четверте місце                                  | 4-е                                             | 7                                               | 1                                               | 3                                               | 3                                               | 11                                              | 23                                              |
| 1997                                            | третє місце                                     | 3-є                                             | 7                                               | 3                                               | 1                                               | 3                                               | 14                                              | 12                                              |
| 1999                                            | груповий етап                                   | 7-е                                             | 4                                               | 1                                               | 1                                               | 2                                               | 4                                               | 5                                               |
| 2001                                            | груповий етап                                   | 10-е                                            | 4                                               | 0                                               | 1                                               | 3                                               | 9                                               | 13                                              |
| 2003                                            | груповий етап                                   | 6-е                                             | 4                                               | 1                                               | 0                                               | 3                                               | 4                                               | 7                                               |
| 2005                                            | груповий етап                                   | 5-е                                             | 4                                               | 2                                               | 0                                               | 2                                               | 6                                               | 7                                               |
| 2007                                            | груповий етап                                   | 9-е                                             | 4                                               | 1                                               | 0                                               | 3                                               | 3                                               | 5                                               |
| 2009                                            | груповий етап                                   | 7-е                                             | 4                                               | 1                                               | 1                                               | 2                                               | 4                                               | 7                                               |
| 2011                                            | груповий етап                                   | 8-е                                             | 4                                               | 1                                               | 1                                               | 2                                               | 5                                               | 8                                               |
| 2013                                            | груповий етап                                   | 8-е                                             | 4                                               | 0                                               | 3                                               | 1                                               | 3                                               | 4                                               |
| 2015                                            | груповий етап                                   | 10-е                                            | 4                                               | 0                                               | 0                                               | 4                                               | 4                                               | 12                                              |
| 2017                                            | віце-чемпіон                                    | 2-е                                             | 9                                               | 5                                               | 2                                               | 2                                               | 7                                               | 9                                               |
| 2019                                            | віце-чемпіон                                    | 2-е                                             | 9                                               | 5                                               | 2                                               | 2                                               | 17                                              | 9                                               |
| Усього                                          | віце-чемпіон                                    | 18/18                                           | 93                                              | 30                                              | 25                                              | 43                                              | 140                                             | 159                                             |

## Титули і досягнення
- Чемпіонат світу (U-17)
  - третє місце (1): 1993
- Юнацький чемпіонат Південної Америки (U-17)
  - віце-чемпіонs (2): 1993, 2017
  - третє місце (1): 1997